# Kiskálna
Kiskálna (szlovákul Kálnica) (Garam)Kálna településrésze, korábban önálló falu Szlovákiában, a Nyitrai kerület Lévai járásában.

## Fekvése
Lévától 9 km-re nyugatra, a Garam jobb partján fekszik. Kálna északi településrészét képezi.

## Története
Kálnát 1209-ben említik először, akkor a település a garamszentbenedeki apátsághoz tartozott. Kiskálna Kálna határában keletkezett a 14. században, 1360-ban említik először. Részben kálnai nemes családok, részben a garamszentbenedeki apátság birtoka volt. 1565-ben az apátsághoz tartozó rész az esztergomi káptalané és a Pély családé lett. 1601-ben kúriája és 18 háza állt. 1613-ban török igazgatás alá került.[forrás?] 1720-ban 7 adózót számoltak.
A 18. század végén Vályi András így ír róla: „Kis Kalna, Mala Kalnitza. Magyar falu Bars Várm. földes Urai több Urak, lakosai katolikusok, és reformátusok, fekszik Barshoz 3/4 mértföldnyire, fája tűzre, és épűletre van, földgye termékeny, réttye, legelője elég, malma helyben, eladásra, és keresetre jó módgya Szent Benedeken, majorsága jeles."
1828-ban 34 házában 226 lakos élt, akik főként mezőgazdasággal és állattartással foglalkoztak.
A 19. század közepén Fényes Elek eképpen írja le: „Kálna (Kis), Bars m. magyar f., a Garan mellett; 50 kathol. 205 ref. lak. Ref. anyatemplom. Határa első osztálybeli s mindent jól megterem. Diszesiti özv. Pély Nagy asszonyság lakháza. Ut. p. Léva." Archiválva 2007. szeptember 27-i dátummal a Wayback Machine-ben
Borovszky monográfiasorozatának Bars vármegyét tárgyaló része szerint: „Kiskálna, garammenti magyar kisközség, 431 ev. ref. vallású lakossal. Sorsa nagyjában összefügg Nagykálna községével. A XVI. században az esztergomi káptalan is földesura volt, a XVII. században pedig a Kálnay és a Pély-Nagy család, mely utóbbi még a XVIII. század végén is bírta, a mikor itt a Pélyeknek kiváló szőlőmívelésük, mintagazdaságuk, nagy malmuk és tejgazdaságuk volt. A Pélyek után a Majthényiak lettek a birtokosai, kiktől a mostani tulajdonos, báró Pittel Gyula vette meg, ki a Majthényi-féle cúriában lakik. 1784-ben az ó-barsi Garam-hidat ide helyezték át. 1894 deczember 4-én az egész község tűz martaléka lett. Református templomát 1799-ben építették. A község postája Nagykálna, távirója és vasúti állomása Alsóvárad."
A trianoni békeszerződésig Bars vármegye Lévai járásához tartozott. 1938 és 1945 között újra Magyarország része.

## Népessége
1910-ben 471, többségben magyar lakosa volt, jelentős szlovák kisebbséggel.

## Nevezetességei
- Református temploma 1806-ban épült klasszicista stílusban.

## Lásd még
- Garamkálna
- Nagykálna
- Mohi

## Külső hivatkozások
- Községinfó
- Kálna Szlovákia térképén
- E-obce.sk Archiválva 2008. szeptember 25-i dátummal a Wayback Machine-ben